# هلال الحجري
هلال بن سعيد بن محمد الحجري (1968) أكاديمي أدبي وكاتب وشاعر عماني. ولد في بدية من المنطقة الشرقية. حصل على إجازة في اللغة العربية من جامعة السلطان قابوس سنة 1990 ثم عمل اخصائيًا ثقافيًا بها. شارك بشعره في كثير من الأمسيات داخل الجامعة وخارجها ونشره في عدّة صحف محليّة.

## سيرته
ولد هلال بن سعيد بن محمد الحجري سنة 1388 هـ/ 1968 م في بدية بالمنطقة الشرقية ونشأ بها. حصل على بكالوريوس من قسم اللغة العربية بجامعة السلطان قابوسفي سنة 1990.

عمل اخصائيًا ثقافيًا بقسم النشاط الثقافي، عمادة شؤون الطلاب، فيها كما عمل محررًا في جريدة الوطن الثقافية. ثم رئيسًا لقسم اللغة العربية بجامعة السلطان قابوس نفسها، والمدير العام للآداب بوزارة التراث والثقافة.

## شعره
نشر بعض شعره أولًا في الصحف المحلية واشترك في العديد من الأمسيات داخل الجامعة قابوس وخارجها، وفي أسبوع شباب عمان الثقافي بدولة البحرين، 1998.

## جوائزه
- حصل على المركز الأول في الشعر في مهرجان العيد الوطني السادس العشر.[2]
- حصل على المركز الثاني في مسابقة شؤون الشباب الثقافية.[2]

## مؤلفاته
من مجموعاته الشعرية:
- كطائر جبلي يرقب انهيار العالم، 2013

من كتبه:
- العروض المغنى، 2006
- نقد النقد في عمان، 2010
- غواية المجهول، عمان في الأدب الإنجليزي، 2010
- إضاءات من الشعر العُماني القديم، 2013 [3]
- عمان في عيون الرحالة البريطانيين: قراءة جديدة للاستشراق، 2013
- بلاد الشمس رحلة إلى الجبل الأخضر، ترجمة، 2013
- بلاد الشمس: قصائد من الشعر الإنجليزي حول العرب وبلادهم، 2016
- موسوعة عمان في التراث العربي، 2018